# Francesc (escriptor del segle XIV)
|  | No s'ha de confondre amb Francesc (poeta del segle XIV). |

Francesc o Francesch (Segle XIV - segle XV) va ser un escriptor.
Va ser compilador del Llibre de les nobleses dels reis el segle xiv. Es tracta d'un conjunt de cròniques que barreja textos històrics amb llegendes diverses com la d'Otger Cataló.